# サチェル・ペイジ
サチェル・ペイジ（Satchel Paige、本名：リロイ・ロバート・ペイジ（Leroy Robert "Satchel" Paige）、1906年7月7日 - 1982年6月8日）は、アメリカ合衆国アラバマ州モービル出身のプロ野球選手（投手）。右投げ右打ち。
野球の歴史上最高の投手のひとり。ニグロリーグにおけるカリスマ性は、メジャーリーグのベーブ・ルースと並び称される。

## 経歴

### 生い立ち
1906年、アラバマ州モービルのスラム・サウスベイで庭師の父と内職を営む母との間に、12人兄弟の7番目として生まれた。貧しい家庭に育った。
「サチェル」というのはニックネームで、その由来は諸説あるが、少年時代に荷物運びで長い棒に複数の荷物をかけて持ち運ぶという仕事をしていたため、友人から「歩くサッチェル・ツリー（ショルダーバッグをぶら下げておくハンガーのこと）」と言われていたからという説が最も有力であり、それ以来この名前で通したという。
1918年、12歳のときに万引き癖のため実業学校に入らされたペイジは、そこでエドワード・バードの指導のもとピッチングスキルを身につけた。1923年、兄・ウィルソンが所属していたセミプロチーム、モービル・タイガースに入団する。チームには後にニグロリーグのスタープレーヤーとなったテッド・ラドクリフ、ボビー・ロビンソンもいた。

### ニグロリーグ時代
ニグロリーグ時代には約2500試合に登板、2000勝以上をあげ、うち完封勝利は350以上、ノーヒットノーラン55試合など、にわかには信じがたい成績が伝えられている。一説にはこれは中南米の野球チームとの交流戦などをすべて含めた数字ではないかとも言われているが、それを差し引いても傑出した名投手だったのは確かであると言える。上手、横手、下手どこからでも投げ分けることが出来、投球練習の際、ホームベース上に置いた煙草の箱の上をボールが通過するほどコントロールに優れていたという。
球速の計測記録は残っていないが、160km/hを投げていた速球王ボブ・フェラーが「サチェルの投げるボールがファストボールなら、俺の投げるボールはチェンジ・アップだよ」と発言している。フェラーの速球を見た全ての関係者が170km/hを超えていたと証言している事から、極めて速い球を投げていたと推測される。ペイジとノーラン・ライアン両者の球を受けた捕手は179km/h位ではないかとコメントしている。
記録が不確かで伝説の域を出ないが、全打者三振になりそうな試合で、最後の打者が振り逃げで28連続三振になった、9回裏にわざと走者をためて無死満塁にし、しかも野手を全員ベンチへ引き上げさせて打者に勝負を挑んだなどの逸話がある。それ以外にも「今から9人連続三振を取る」と宣言して達成したり、野手全員をマウンドの周りに座らせて投げるなどショーマンシップにも長けていた。
1930年には、メジャーリーグ選抜との交流戦で22奪三振完封勝利を記録している。しかし、ベーブ・ルースとの対戦の機会は無く、晩年になっても残念がっていたという。ただし、ベンチからペイジの投球を見ていたベーブ・ルースの顔が青ざめていったとの証言が複数残っている。なお、「記録がはっきりしている1934年は105試合で104勝を挙げている」と言われることがあるが、この年のペイジの公式戦成績については主にニグロ・リーグの強豪ピッツバーグ・クロフォーズに所属し、独立リーグのキューバン・ホース・オブ・デイヴィッドでの成績と合わせ13勝2敗という記録が残っている。

### メジャーリーグ時代
1947年、ブルックリン・ドジャースがジャッキー・ロビンソンと契約してメジャーリーグの「カラーライン」が破られた時、ペイジは40歳に達していた。「待っても待っても、そんな日は永久にやって来ないんだと思っていた、その日は突然訪れた。だが、それは私にではなかった」と語っている。しかし翌1948年、シーズン途中にクリーブランド・インディアンスに入団し、42歳の史上最高齢新人投手として6勝（1敗、防御率2.48）をあげ、リーグ優勝に貢献した。
メジャー通算成績は28勝31敗、防御率3.29だが1952年には46歳で12勝（10敗）を挙げており、1952年・1953年には連続してMLBオールスターゲームにも出場している。
1965年、カンザスシティ・アスレチックスと1試合だけの契約を結び、メジャー最後の登板を果たした（先発して3回を投げ無失点で勝敗はつかず）。この時ペイジの年齢は59歳だった。しかし生年に異説もあり、実際には60歳を超えていたのではないかとの説もある。いずれにしても現在でも最高齢登板記録なのは事実である。この時はダグアウトにペイジ専用のロッキンチェアが用意され、ペイジがマウンドを去ると観客から惜しみない拍手とともに「私を野球に連れてって」の歌声がこだました。
1971年、ニグロリーグ特別委員会選出により、野球殿堂入り。
長らく日本では無名であり、知られる際も「史上最高齢登板投手」として認識されるにとどまっていたが、佐山和夫による伝記「史上最高の投手はだれか」によってその知名度が広まった。また伊良部秀輝は現役引退後のインタビューで、中学生の時にペイジの追悼特番を見て衝撃を受けた事がメジャーリーグを意識するきっかけになったと発言しており、ロッテオリオンズに入団してから最初の6年間はペイジのように投げたいと思っていたという
。
投手としての主な球種は1938年頃まではカーブ(時々投げた)。
1939年頃からはスローカーブ、チェンジアップ。1950年頃からはカーブ、チェンジオブペース、スクリューボール、フォークボール、スライダー、ナックルボール。
投球フォームはオーバーハンド、サイドアーム、サブマリン。「米書　guide　to　pitchersより」

## 年度別

### 出来事・キャリア
佐山和夫著　『史上最高の投手はだれか』（潮出版社,1984年）より
1906年7月7日、アラバマ州モービルで生まれる（役所の記載による）
1918年：12歳 おもちゃを盗み教護院へ送られる。
1923年：17歳 教護院を出る。
1924年：17歳 黒人のセミプロチーム「モービル・タイガース」に入団。30勝1敗。（10月11日、カンザスシティにて第1回黒人（カラード）ワールドシリーズ。）
1926年：19歳 黒人プロチーム「チャタヌガ・ブラック・ルックアウツ」に引き抜かれる。月給50ドル。
1928年：25歳「バーミングハム・ブラック・バロンズ」に引き抜かれる。月給275ドル。
1929年：26歳「ナッシュビル・エリート・ジャイアンツ」所属。シーズン終了後一時的に「ボルティモア・ブラック・ソックス」の巡業に参加。大リーグオールスターと対戦するもベーブ・ルースとの勝負の機会はなし。同シリーズでジミー・フォックスを3打席三振で抑える。
1933年：27歳 ピッツバーグ・クロフォーズ所属。42試合31勝4敗。21連勝。（クール・パパ・ベル200試合で175盗塁）
1934年：28歳 ノースダコダのビスマーク所属。105戦104勝。大リーグ選抜相手に延長13回1-0で勝利。ワールドシリーズの優勝チームカージナルスとサチェルを主力とした黒人リーグ選抜の9試合でカージナルスに2勝しか許さず。
1935年：29歳 40イニングで三振奪取60。MVP獲得
1937年：31歳 ドミニカ大統領から3万ドルを受取チームを編成、ベネズエラ、ドミニカで8週間の巡業を行う。
1938年：32歳 カンザスシティ・モナクス所属。メキシコで腕を痛めるが復調。42年までの連続優勝の立役者となる。
1939年：33歳 カンザスシティ・モナクス所属。主戦投手としてモナクスの優勝に貢献。アラバマ州にて外野手引き上げのパフォーマンスが失敗。
1941年：35歳 ニューヨーク・サン紙にて特集記事となり年齢を34歳から40歳としている。
1942年：36歳 カンザスシティ・モナクス所属。ニグロワールドシリーズでグレイズ相手に4勝のうち3勝。「インデペデント・プレイヤー（独立選手）」としてチームのユニフォームを着ずに「PAIGE」の名前だけのユニフォームを着用。7月21日、ピッツバーグにてかつてのチームメイト「黒いベーブルース」ジョシュ・ギブソンと対戦。満塁にして勝負し三球三振に打ち取る。
1943年：37歳 カンザスシティ・モナクス所属。ニグロリーグ東西オールスターのファン投票で1位に選ばれる。オールスター戦の観客数は51,723人。
1945年：39歳 カンザスシティ・モナクス所属。西海岸でのエキシビジョンでボブ・フェラーと投げ合う。
1947年：41歳 カンザスシティ・モナクス所属。21勝0敗。（ジャッキー・ロビンソンがドジャース入団を前提にファームチームモントリオールに入団）
1948年：42歳 クリーブランド・インディアンス入団。初の大リーグ入り。このときチームにはボブ・フェラーがいた。
1948年：42歳 クリーブランド・インディアンス所属。7月9日、本拠地クリーブランド市営球場セントルイス・ブラウンズ戦にて大リーグ初登板。2回2安打無失点、三振1。先発した2度目の登板で完封勝利。8月20日、シカゴ・ホワイトソックス戦で78000人の観客を集める。大リーグ1年目の成績は6勝1敗セーブ数はおよそ10。防御率2.48。1敗はエラーによる失点で試合は0-1。ボストン・ブレーブスとのワールドシリーズ第5戦でシリーズ初登板。投球回数わずか2/3。チームは優勝したが活躍の機会を与えられなかったことで選手兼任監督ルー・ブードローとの関係が悪化。
1949年：43歳 クリーブランド・インディアンス所属。大リーグ2年目4勝7敗。防御率3.04。シーズンオフに解雇。
1950年：44歳 大リーグを追われ「インデペデント・プレイヤー（独立選手）」としてプレイ。
1951年：45歳 セントルイス・ブラウンズ（現ボルチモア・オリオールズ）所属。2度目の大リーグ入り。45歳で3勝4敗、62イニング48奪三振。
1952年：46歳 セントルイス・ブラウンズ（現ボルチモア・オリオールズ）所属。12勝10敗10セーブ。投球回数138イニングス奪三振91。被安打116四死球57。
1953年：47歳 セントルイス・ブラウンズ（現ボルチモア・オリオールズ）所属。オールスター出場。3勝9敗。2年連続オールスター出場。シーズン終了後にチームは売却され、ボルティモアに本拠地が移転。
1954年：50歳 黒人リーグで148試合に登板。
1956年：51歳 マイアミのマイナーリーグ「マイアミ・マリーンズ」で37試合に登板。11勝4敗 防御率1.86。111イニング奪三振79。
1957年：52歳 10勝8敗 防御率2.42
1958年：53歳 10勝10敗 防御率2.95
1960年：55歳 主にセミプロ球団で投げる。11イニングで22三振。
1961年：56歳 3Aパシフィコ・コースト・リーグ「ポートランド・ビーバーズ」入団。5試合25イニング19奪三振。防御率2.88
1962年：57歳 インディアナポリス・クラウンズ戦で5回6安打、7点を献上しノックアウト。 （ジャッキー・ロビンソンとボブ・フェラーが野球殿堂入り）
1964年：58歳 アラスカ・アースクエイクス所属。大リーグカンザスシティ・アスレチックスから入団のオファー。
1965年：59歳 カンザスシティ・アスレチックス所属。9月25日、大リーグ最後の登板。レッドソックス戦3回1安打無失点。投球数28。
1968年：61歳 ミズーリ州ジャクソン郡にてシェリフ（公選治安官）の代理となる。
1970年：63歳「アトランタ・ブレーブス」入団。4度目の大リーグ入り。背番号65。
1971年 野球殿堂入り。ただし、大リーグでの経験10年という基準を満たしていないため特別枠。
1981年 10年を経て正規の資格者として「黒人としては」ではなく、「黒人リーグから初めての」野球殿堂入りを果たす。
1982年：75歳 6月5日にカンザスシティのサチェル・ペイジ球場で始球式。3日後の6月8日にカンザスシティの自宅にて心臓発作で死亡。カンザスシティのフォレストメモリアルパーク墓地の「ペイジ島・Paige Island」に埋葬された。

## 詳細情報

### 年度別投手成績
| 年 度     | 球 団     | 登 板 | 先 発 | 完 投 | 完 封 | 無 四 球 | 勝 利 | 敗 戦 | セ 丨 ブ | ホ 丨 ル ド | 勝 率 | 打 者 | 投 球 回 | 被 安 打 | 被 本 塁 打 | 与 四 球 | 敬 遠 | 与 死 球 | 奪 三 振 | 暴 投 | ボ 丨 ク | 失 点 | 自 責 点 | 防 御 率 | W H I P |
| --------- | --------- | ----- | ----- | ----- | ----- | -------- | ----- | ----- | -------- | ----------- | ----- | ----- | -------- | -------- | ----------- | -------- | ----- | -------- | -------- | ----- | -------- | ----- | -------- | -------- | ------- |
| 1948      | CLE       | 21    | 7     | 3     | 2     | 1        | 6     | 1     | 1        | --          | .857  | 295   | 72.2     | 61       | 2           | 22       | --    | 1        | 43       | 1     | 2        | 21    | 20       | 2.48     | 1.14    |
| 1949      | CLE       | 31    | 5     | 1     | 0     | 0        | 4     | 7     | 5        | --          | .364  | 348   | 83.0     | 70       | 4           | 33       | --    | 1        | 54       | 0     | 1        | 29    | 28       | 3.04     | 1.24    |
| 1951      | STB       | 23    | 3     | 0     | 0     | 0        | 3     | 4     | 5        | --          | .429  | 278   | 62.0     | 67       | 6           | 29       | --    | 1        | 48       | 1     | 1        | 39    | 33       | 4.79     | 1.55    |
| 1952      | STB       | 46    | 6     | 3     | 2     | 0        | 12    | 10    | 10       | --          | .545  | 582   | 138.0    | 116      | 5           | 57       | --    | 3        | 91       | 2     | 0        | 51    | 47       | 3.07     | 1.25    |
| 1953      | STB       | 57    | 4     | 0     | 0     | 0        | 3     | 9     | 11       | --          | .250  | 489   | 117.1    | 114      | 12          | 39       | --    | 1        | 51       | 2     | 1        | 51    | 46       | 3.07     | 1.25    |
| 1965      | KCA       | 1     | 1     | 0     | 0     | 0        | 0     | 0     | 0        | --          | ----  | 10    | 3.0      | 1        | 0           | 0        | 0     | 0        | 1        | 0     | 0        | 0     | 0        | 0.00     | 0.33    |
| 通算：6年 | 通算：6年 | 179   | 26    | 7     | 4     | 1        | 28    | 31    | 32       | 0           | .475  | 2002  | 476.0    | 429      | 29          | 180      | 0     | 7        | 288      | 6     | 5        | 191   | 174      | 3.29     | 1.28    |